# Jette Hering
Jette Hering (* 3. November 1993) ist eine deutsche Schauspielerin.
Im 2006 erschienenen Film Die Wilden Hühner spielte sie die Rolle der Wilma. Diese Rolle spielte sie auch im zweiten Teil Die Wilden Hühner und die Liebe aus dem Jahr 2007 und im dritten Teil Die Wilden Hühner und das Leben aus dem Jahr 2009. 
2008 spielte sie in der Folge Hochzeitsreise nach Chile der ZDF-Reihe Kreuzfahrt ins Glück Sophie Schirmer.
Jette Hering lebt in der Umgebung von München.

## Filmografie
- 2006: Die Wilden Hühner als Wilma Irrling
- 2007: Die Wilden Hühner und die Liebe als Wilma Irrling
- 2008: Kreuzfahrt ins Glück (Folge Hochzeitsreise nach Chile) als Sophie Schirmer
- 2009: Die Wilden Hühner und das Leben als Wilma Irrling
- 2010: Krimi.de – Netzangriff als Klara Stolz